# منصور احمد
منصور احمد (انگلیسی: Mansoor Ahmed; ۷ ژانویهٔ ۱۹۶۸ – ۱۲ مهٔ ۲۰۱۸) ورزشکار هاکی روی چمن اهل پاکستان بود.
وی در مسابقات کشوری و بین‌المللی در مجموع برندهٔ ۶ مدال طلا، ۴ مدال نقره، ۴ مدال برنز شده‌است.